# Напад
Напад — царь Персиды во второй половине I века.

Напад был царём Персиды во второй половине I века. Его отец и предшественник на троне — Намбед, а дедом был Артаксеркс II. По одной из версий, имя «Напад» означает «внук». На реверсе монет Напада также присутствуют звезда и полумесяц, однако появляется и бюст священника или правителя (возможно, Намбеда).
Преемником Напада стал Безымянный царь Персиды II.